# NGC 4950
NGC 4950 (również PGC 45294) – galaktyka soczewkowata (SB0), znajdująca się w gwiazdozbiorze Centaura. Odkrył ją John Herschel 3 czerwca 1834 roku.